# Lijst van rivieren in Ecuador

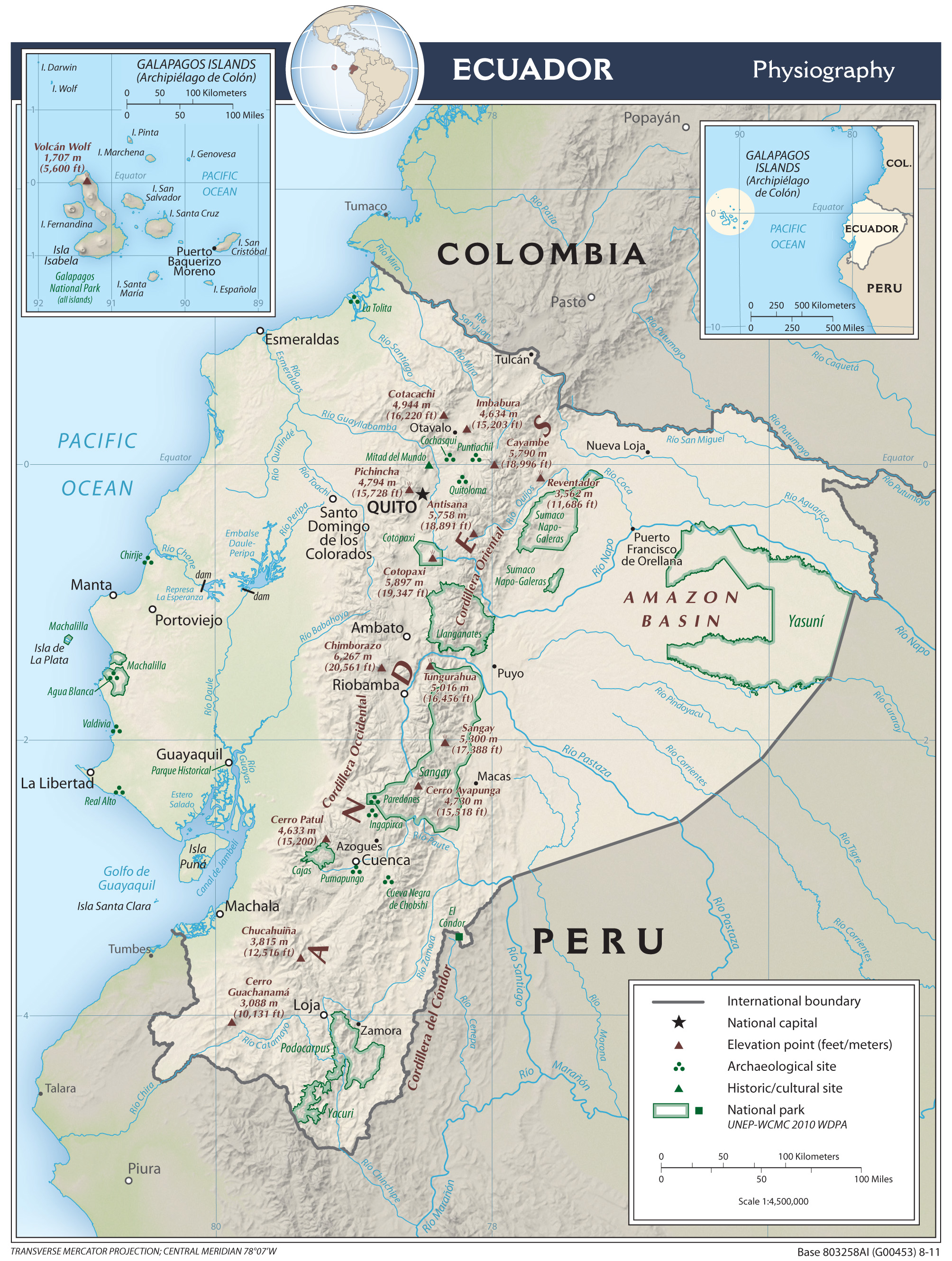
Kaart van Ecuador.

Dit is een lijst van rivieren in Ecuador. De rivieren in deze lijst zijn geordend naar drainagebekken en de opeenvolgende zijrivieren zijn ingesprongen weergegeven onder de naam van elke hoofdrivier.

## Rivieren naar drainagebekken
Deze lijst is naar drainagebekken gegroepeerd.

### Atlantische Oceaan
- Amazone (Brazilië)
  - Putumayo
    - San Miguel

  - Ucayali (Peru, Brazilië)
    - Napo
    - Curaray
      - Cononaco

    - Aguarico
      - Cuyabeno

    - Yasuní
    - Tiputini
    - Coca
    - Payamino

  - Marañón (Peru)
    - Tigre
      - Corrientes
      - Conambo
      - Pintoyacu of Pindoyacu

    - Pastaza
      - Huasaga
      - Bobonaza
      - Palora
      - Chambo
      - Ambato
        - Cutuchi

      - Cebadas

    - Morona
      - Cangaime
        - Macuma

    - Santiago
      - Yaapi
      - Upano
        - Paute
          - Matadero of Cuenca
            - Machángara
            - Tomebamba
            - Tarqui
            - Yanuncay

      - Zamora (rivier)

    - Chinchipe

### Stille Oceaan
- Mira
  - San Juan
    - Carchi

  - Chota
- Cayapas
  - Santiago
  - Onzole
- Muisne
- Cojimies
- Esmeraldas
  - Guayllabamba
    - Machángara

  - Blanco
    - Toachi

  - Quininde
- Jama
- Chone
  - Carrizal
- Portoviejo
- Jipijapa
- Guayas
  - Taura
  - Daule
    - Pula
    - Magro of Pedro Carbo
    - Colimes
      - Boqueron

    - Puca
    - Congo

  - Babahoyo
    - Yaguachi
      - Milagro
      - Chimbo
      - Chanchán

    - Vinces
      - Palenque

    - Catarama
      - Zapotal

    - San Pablo
- Cañar
- Balao
- Jubones
- Arenillas
- Zarumilla
- Tumbes
  - Puyango
- Chira
  - Catamayo
    - Calvas